# سيزار بوكاشيكا
سيزار بوكاشيكا مواليد 28 يوليو 1938 في بورتوريكو، هو لاعب كرة سلة بورتوريكي معتزل. بدأ مسيرته الاحترافية في سنة 1960. لعب في دوري بورتوريكو لكرة السلة كلاعب هجوم خلفي. مثّل منتخب بلاده. شارك في دورة الألعاب الأولمبية الصيفية سنة 1960.

## روابط خارجية
- سيزار بوكاشيكا على موقع الاتحاد الدولي لكرة السلة (الإنجليزية)
- سيزار بوكاشيكا على موقع الاتحاد الدولي لكرة السلة (الإنجليزية)
- سيزار بوكاشيكا على موقع سبورتس رفرنس (الإنجليزية)
- سيزار بوكاشيكا على موقع أوليمبيديا (الإنجليزية)